# N (musikalbum)
N är det finländska melodisk death metal-bandet Northers femte studioalbum, utgivet i februari 2008 på Century Media Records (bandets första album på detta bolag) och på Avalon i Japan i januari samma år. "We Rock" gavs också ut som promosingel med tillhörande musikvideo.
Albumet var det första med trummisen Heikki Saari, som ersatte avhoppade Toni Hallio, samt det sista med vokalisten och gitarristen Petri Lindroos.

## Låtlista
1. "My Antichrist" – 3:24
2. "Frozen Angel" – 4:06
3. "Down" – 3:41
4. "To Hell" – 4:07
5. "Saviour" – 5:02
6. "Black Gold" – 3:18
7. "We Rock" – 3:57
8. "Always & Never" – 4:34
9. "Tell Me Why" – 3:30
10. "If You Go" – 3:55
11. "Self-Righteous Fuck" – 4:47
12. "Forever and Ever" – 4:26

Bonusspår på den japanska utgåvan
1. "Sabotage" (Beastie Boys-cover) – 2:54

## Medverkande
Musiker
- Petri Lindroos – sång, gitarr
- Kristian Ranta – gitarr, sång
- Jukka Koskinen – basgitarr, sång
- Tuomas Planman – keyboard
- Heikki Saari – trummor

Produktion
- Anssi Kippo – producent, inspelningstekniker
- Fredrik Nordström – mixning
- Henrik Udd – mixning
- Björn Engelmann – mastering
- Tuomas Planman – producent
- Björn Gooßes – albumkonst
- Ville Juurikkala – foto